# La Zandunga
La Zandunga és una pel·lícula mexicana de drama romàntic rodada el 1937, dirigida per Fernando de Fuentes i protagonitzada per Lupe Vélez, la llegendària "Mexicana que escopia foc", tenint com a galant al llavors anomenat "Locutor de les Elegàncies": Arturo de Córdova.

## Sinopsi
La història es desenvolupa en un petit poble de l'istme de Tehuantepec, a l'estat d'Oaxaca, Mèxic. Lupe és una jove bella i alegre que destaca de la resta de les habitants del lloc i desperta l'admiració dels homes. Una nit ella coneix al marí Juancho i s'enamora d'ell. Juancho ha de partir a Veracruz, prometent-li tornar en un temps per casar-se. Al pas dels mesos i davant l'absència de Juancho, Lupe accepta comprometre's amb un altre noi a qui no estima.
Va ser la primera cinta en castellà de la llegendària actriu mexicana Lupe Vélez, després de diversos anys de popularitat a Hollywood.

## Repartiment
- Lupe Vélez com Lupe.
- Arturo de Córdova com Juancho.
- Joaquín Pardavé com a do Catarino.
- María Luisa Zea com Marilú.
- Rafael Falcón com Ramón.
- Carlos López "Chaflán" com el secretari.